# Australien
 Ikke at forveksle med Australien (kontinent).
Australien (engelsk: Australia), officielt Commonwealth of Australia, er en suveræn forbundsstat i Oceanien. Australien består af kontinentet Australien, øen Tasmanien og omkring 8.000 småøer. Det grænser op til Papua Ny Guinea, Indonesien og Østtimor mod nord, Salomonøerne og Vanuatu mod nordøst og New Zealand mod sydøst. Arealmæssigt er Australien med 7.688.287 km² verdens sjettestørste land, men landet er tyndt befolket og har kun 27.309.396(2024) indbyggere. Hovedstaden er Canberra, mens de største by er Sydney og Melbourne. Hovedparten af indbyggerne bor i byer langs østkysten. 
Australien blev befolket af aboriginerne for omkring 50.000 år siden. De var opdelt i omkring 250 nationer, da briterne i slutningen af det 18. århundrede koloniserede landet. I 1606 opdagede hollandske søfarere Australien, men først i 1770 gjorde Storbritannien krav på kontinentet. Den 26. januar 1789 blev straffekolonien New South Wales grundlagt på den australske østkyst. I løbet af de følgende årtier steg befolkningstallet støt. Omkring 1850 havde man kortlagt langt størstedelen af kontinentet, og yderligere fem kronkolonier var blevet oprettet. Den 1. januar 1901 blev de seks kolonier samlet i forbundsstaten Australien. Australien har siden da formået at bevare et stabilt demokrati, organiseret som et konstitutionelt monarki. Landet består af seks delstater og ti territorier. 
Australien er verdens 14. største økonomi, og målt på BNP pr. indbygger ligger Australien på en 12.-plads (IMF). Australien rangerer højt i internationale målinger vedrørende livskvalitet, sundhed, uddannelse, frihed og politiske rettigheder. Australien er medlem af FN, G20, Commonwealth of Nations, ANZUS, OECD, WTO, APEC og Pacific Islands Forum.

## Etymologi
Navnet Australien er afledt af det latinske Terra Australis ("sydland"). Terra Australis var en europæisk forestilling om et hypotetisk land på den sydlige halvkugle. Det engelske ord Australia nævnes første gang i 1625 i en oversættelse fra spansk. Australia er en forvanskning af det spanske Austrialia, der oprindeligt blev brugt om øen Espiritu Santo i Vanuatu, som blev navngivet af den spanske opdagelsesrejsende Pedro Fernandes de Queirós i 1606. Det nederlandske adjektiv Australische bliver i en nederlandsk bog fra 1638 brugt til at beskrive det nyligt opdagede land mod syd. Australien optræder første gang som officielt navn i et brev dateret 4. april 1817. Samme år anmodede guvernør Macquarie det britiske koloniministerium om formelt at adoptere navnet. Først i 1824 ændrede admiralitetet officielt kontinentets navn til Australien.

## Historie

### Forhistorie
Aboriginerne kom til Australien for mellem 42.100 og 48.000 år siden. De kom sandsynligvis fra nutidens Sydøstasien, hvorfra de enten vandrede over landbroer eller sejlede i små både. De fleste aboriginere levede som jægere og samlere, da europæerne i slutningen af det 18. århundrede påbegyndte deres kolonisering af Australien. Aboriginernes kultur var baseret på mundtlige overleveringer. Deres religiøse værdier var alle rodfæstede i den mytologiske drømmetid. Torres Strait-øboerne, der egentlig er melanesere, havde oprindeligt en adskilt kultur fra aboriginernes. Øboerne var havedyrkere, jægere og samlere. Den australske nordkyst blev sporadisk besøgt af indonesiske fiskere.

### Europæernes ankomst
Hollænderen Willem Janszoon var sandsynligvis den første europæer, som opdagede Australien. I 1606 sejlede han op langs halvøen Cape York, og den 26. februar samme år gik han i land ved floden Pennefather nær nutidens Weipa. I løbet af det 17. århundrede kortlagde hollandske søfarere den australske nord- og vestkyst. De navngav det nye land "Ny Holland", men forsøgte aldrig at kolonisere det. Englænderen William Dampier gik i land på Ny Hollands nordvestkyst i 1688 og igen i 1699. I 1770 sejlede James Cook op langs østkysten, som han kaldte New South Wales. I samme ombæring gjorde Cook krav på det nye land på Storbritanniens vegne. Da briterne i 1783 mistede deres amerikanske kolonier, sendte de britiske myndigheder den såkaldt "Første Flåde" til New South Wales. Her grundlagde de under kaptajn Arthur Phillips lederskab en straffekoloni. Den 26. januar 1788 hejste Phillip det britiske flag ved Sydney Cove, Port Jackson. Datoen er i dag Australiens nationaldag, Australia Day. Kronkolonien New South Wales blev dog først formelt proklameret den 7. februar 1788. Straffefangerne grundlagde bosættelsen Sydney, der blev base for fremtidig udforskning og kolonisering. 
I 1803 grundlagde briterne en bosættelse i Van Diemen’s Land, det oprindelige navn for Tasmanien. Kolonien blev selvstændig i 1825. I 1828 gjorde de britiske myndigheder krav på den vestlige del af Western Australia. Her grundlagde de Swan River Colony. Man dannede senere selvstændige kolonier ved at udskille store områder fra New South Wales: South Australia i 1836, Victoria i 1851 og Queensland i 1859. I 1911 blev Northern Territory udskilt fra South Australia. South Australia blev grundlagt som en "fri provins" og var aldrig straffekoloni. Victoria og Western Australia blev også grundlagt som "frie", men begge tog senere imod straffefanger. I 1868 ankom det sidste straffeskib til Australien.

Aboriginernes antal, der var mellem 750.000 og 1.000.000 i 1788, svandt voldsomt ind i løbet af de første 150 år med europæisk kolonisering. Langt de fleste døde af smitsomme sygdomme, men tusindvis døde også i de grænsekonflikter, der jævnligt opstod mellem indfødte og kolonister. Med The Aboriginal Protection Act (1869) begyndte myndighederne at "assimilere" den indfødte befolkning. Det skete primært gennem tvangsflytninger af aboriginale børn fra deres familier og lokalsamfund, den såkaldt "Stjålne Generation". Disse tvangsfjernelser var med til at formindske aboriginernes antal. Med folkeafstemningen i 1967 fik forbundsregeringen bemyndigelse til at udfærdige love, der tog særligt hensyn til aboriginerne. Først i 1992 blev aboriginernes ret til eget land anerkendt, da Højesteret fastslog, at Australien havde været beboet område længe før europæernes ankomst.

### Kolonitiden
En australsk guldfeber opstod i begyndelsen af 1850’erne. Eureka-oprøret (1854) mod påtvungne mineafgifter var det første egentlige udtryk for civil ulydighed.  Mellem 1855 og 1890 opnåede de seks kolonier større autonomi, men de forblev fortsat en del af Det Britiske Imperium. Det britiske koloniministerium i London bevarede det overordnede ansvar inden for primært udenrigspolitik, forsvarspolitik og international handel.

### Uafhængighed
Den 1. januar 1901 blev de australske kolonier samlet i en fælles forbundsstat. Forud gik mere end et årtis planlægning. Australien var nu en dominion inden for Det Britiske Imperium. Federal Capital Territory (senere Australian Capital Territory) blev i 1911 grundlagt på det sted, hvor fremtidens hovedstad Canberra ville komme til at ligge. Mens Canberra blev anlagt, var Melbourne fra 1901 til 1927 landets midlertidige hovedstad. I 1911 blev Northern Territory underlagt forbundsparlamentet. Territoriet havde indtil da hørt under regeringen i South Australia. I 1914 gik Australien ind i Første Verdenskrig på britisk side. Mange australske soldater tog især del i de slag, der blev udkæmpet på Vestfronten. Landets krigsdeltagelse blev støttet af både det højreorienterede Commonwealth Liberal Party og det venstreorienterede Australian Labor Party. Af de omkring 416.000 australske soldater, der kæmpede i Første Verdenskrig, blev 60.000 dræbt og 152.000 såret.  Mange australiere ser i dag ANZAC-styrkernes (The Australian and New Zealand Army Corps) landgang på Gallipoli som nationens fødsel. Slaget ved Kokoda Track under Anden Verdenskrig er en anden afgørende begivenhed i den australske identitetsdannelse.

## Politik
Australien er et konstitutionelt monarki, og den britiske kong Charles 3. er konge af Australien (og statsoverhoved), en rolle, som er adskilt fra hans rolle som konge af Storbritannien. Kongen er til daglig repræsenteret ved generalguvernøren og selv om Australiens forfatning giver meget udøvende magt til generalguvernøren, anvendes den generelt kun efter samråd med premierministeren. Der har været tilfælde, hvor generalguvernøren har handlet alene, et eksempel var afskedigelsen af Whitlam-administrationen under Australiens forfatningskrise i 1975.
Statens magt er inddelt på føderalt niveau i tre adskilte områder:
- Den lovgivende forsamling: Australiens parlament, bestående af kongen (repræsenteret ved generalguvernøren), repræsentanthuset og senatet.
- Den udøvende magt: det Føderale Udøvende Råd (generalguvernøren, rådgivet af medlemmerne i rådet); i praksis er medlemmerne i rådet premierministeren og de forskellige ministre, hvis råd generalguvernøren generelt altid følger.
- Den dømmende magt: Australiens højesteret og andre føderale domstole.

Parlamentet er et tokammerparlament og består af koningen, senatet (overhuset bestående af 76 senatorer) og Repræsentanternes hus (underhuset på 150 medlemmer) som alle vælges i enkeltmandskredse rundt om i landet. Australien har tvungen valgdeltagelse. Repræsentationen i Repræsentanternes hus afspejler direkte befolkningen (hvert medlem repræsenterer en vis befolkningsmængde, som har valgt medlemmet), mens senatorerne repræsenterer de forskellige delstater (12 per delstat, mens de føderale distrikter, Northern Territory og Australian Capital Territory begge har to senatorer). Begge kamre vælges ved valg hvert tredje år; senatets medlemmer sidder i seks år, så halvdelen af dets medlemmer vælges ved hvert valg. Partiet med flertal i Repræsentanternes hus danner regering. 
Det findes tre større politiske partier: Australian Labor Party, Liberal Party of Australia og National Party of Australia. Uafhængige politikere og flere mindre partier har opnået en vis repræsentation i de forskellige delstatsparlamenter, men har generelt haft lille gennemslagskraft. I perioden 1996 til 2007 styrede en koalition mellem de liberale og det nationale parti Australien med premierminister John Howard i spidsen. Koalitionen afgav ved valget i 2007 magten til Labor med Kevin Rudd i spidsen. Interne stridigheder i Labor førte til, at han i 2010 blev afløst af en anden Labor-politiker, Julia Gillard. Kevin Rudd generobrede kortvarigt premierministerposten i juni-september 2013, men ved valget i 2013 genvandt den liberale/nationale koalition flertallet. Ny premierminister blev Tony Abbott fra de liberale, men også her førte interne stridigheder til nye udskiftninger på premierministerposten. Han blev i 2015 afløst af Malcolm Turnbull, som igen blev afløst af Scott Morrison i 2018. Ved valget i 2022 vandt Labor og ny premierminister blev Anthony Albanese.

## Geografi
Australien har et areal på 7.688.287 km² og ligger på den Indo-Australske Plade. Landet er omgivet af det Indiske Ocean, Sydhavet og Stillehavet. Australien er adskilt fra Asien af Arafurahavet og Timorhavet. Australien har en kystlinje på totalt 25.760 kilometer.
Landets klima påvirkes kraftigt af havstrømme som El Niño. Det skaber periodisk tørke og tropiske lavtrykssystemer, som skaber cykloner i det nordlige Australien.
Den største del af Australien består af savanne eller ørken. Australien er verdens tørreste og fladeste beboede kontinent og har de ældste og mindst frugtbare jorder. Kun de sydøstlige og sydvestlige hjørner af kontinentet har et tempereret klima. Den nordlige del af landet har et tropisk klima med regnskove, skove, græsmarker og ørken. Great Barrier Reef, verdens største koralrev, ligger ikke langt fra nordøstkysten og strækker sig over 2.000 kilometer. Mount Kosciuszko er fastlandets højeste bjerg med en højde på 2.228 m., men Mawson Peak i territoriet Heard- og McDonaldsøerne er højere (2.745 m). Blandt Australiens mest kendte klippeformationer findes Uluru (også kendt som Ayers Rock) i Northern Territory. Australiens røde sand har sin farve fra rustet malm og metal i sandet. Landets største flod er Darling og er 2.739 km lang.

### Delstater og territorier
Australien består af seks delstater (New South Wales (NSW), Queensland (QLD), South Australia (SA), Tasmanien (TAS), Victoria (VIC) og Western Australia (WA)) og to fastlandsterritorier (Australian Capital Territory (ACT) og Northern Territory (NT)). I de fleste henseender fungerer de to territorier reelt som delstater, men forbundsparlamentet har mulighed for at tilsidesætte al lovgivning, der er blevet vedtaget i territoriernes lokale parlamenter. Føderal lovgivning kan til gengæld kun tilsidesætte delstatslovgivning på områder, der er nærmere defineret i den australske forfatnings paragraf 51. Delstatsparlamenterne bevarer magten over alle de områder, som ikke benævnes i denne paragraf, heriblandt skolevæsenet, politiet, retsvæsenet, infrastrukturen og det lokale selvstyre.
Hver delstat og fastlandsterritorium har sit eget parlament. I Northern Territory, ACT og Queensland består det af ét kammer, mens det i de andre delstater består af to kamre. Delstaterne er i princippet uafhængige enheder, men de er som nævnt underlagt det føderale parlament på flere områder, jf. den australske forfatnings paragraf 51. Underhusene er kendt som Legislative Assembly (House of Assembly i South Australia og Tasmanien), mens overhusene kaldes Legislative Council. Regeringschefen er i hver delstat the Premier (premierministeren), og i territorierne the Chief Minister (på dansk ligeledes kaldet premierministeren). Kongen repræsenteres i hver enkelt delstat af en guvernør, og i Northern Territory af en såkaldt administrator. Kongens føderale repræsentant er generalguvernøren.
Følgende territorier er underlagt forbundsregeringen:
- Ashmore og Cartier Islands
- Australian Antarctic Territory
- Christmas Island
- Cocos (Keeling) Islands
- Heard Island og McDonald Islands
- Jervis Bay Territory

Det oversøiske territorium Norfolk Island udøvede tidligere betydelig autonomi i henhold til Norfolk Island Act 1979. Territoriet havde sit eget parlament og en administrator, der fungerede som dronningens lokale repræsentant. I 2015 afskaffede forbundsparlamentet selvstyret, således at Norfolk Island blev integreret i det australske skattesystem og velfærdssamfund. Parlamentet blev i samme ombæring skiftet ud med et lokalråd.
Macquarie Island hører under delstaten Tasmanien, mens Lord Howe Island hører under New South Wales.  

## Flora og fauna
Selv om Australien for det meste består af savanne eller ørken, findes der også en stor diversitet i naturen, alt fra alpine sletter til tropiske regnskove. På grund af kontinentets høje alder og dets lave fertilitetsniveau, dets meget varierende vejrmønstre, og dets lange geografiske isolation er meget af Australiens flora og fauna unik og forskelligartet. Ca. 85% af blomsterne, 84% af pattedyrene, mere end 45% af fuglene og 89% af de kystnære fisk er endemiske. Mange af Australiens økologiske regioner og arterne i disse regioner trues af menneskelig aktivitet og importerede planter og dyr. Den føderale Environment Protection and Biodiversity Conservation Act 1999 er love, som er vedtaget for at beskytte truede arter. Mange naturreservater og beskyttede områder er skabt for at værne om og bevare Australiens flora og fauna.
De fleste af de australske planter er stedsegrønne, og mange er tilpasset påvirkning fra ild og tørke; fx eukalyptus og akacie. Australien har et stort antal endemiske bælgfrugter, som vokser i næringsfattig jord takket være deres symbiose med rhiozobiabakterien og mykorrhizasvampe. Velkendt australsk fauna omfatter koalaen, kænguruen, vombatten og fugle som emuen, kakaduen og kookaburraen. Dingoen blev introduceret af austronesiske folkeslag, som handlede med aboriginere ca. 4000 f. Kr. Mange planter og dyr døde ud, efter at mennesket slog sig ned i Australien, som den australske megafauna, og mange flere døde ud, efter at europæerne slog sig ned i Australien: fx den tasmanske tiger.

## Økonomi
Australien har en blandingsøkonomi med en stor råvaresektor. BNP per person er lige under Danmarks men noget højere end i Storbritannien, Tyskland og Frankrig. Landets bruttonationalprodukt var 1.742 mia. US dollar i 2023, hvilket svarer til 65.434 USD per indbygger. Landet blev i 2022 placeret på en tiendeplads i FN's HDI. Pengepolitisk har Australien siden 1994 fulgt en inflationsmålsætning med et mål på 2-3 % inflation i gennemsnit årligt over konjunkturcyklen.
I de senere år har Australiens økonomi været fleksibel sammenlignet med den globale økonomiske nedgang. Stigende afkast i indenlandske virksomheder har holdt landet oppe gennem en global nedgang, og tiltroen til den australske økonomi er stor.
I 1980'erne indledte arbejderpartiet, ledet af Australiens premierminister Bob Hawke og skatteminister Paul Keating, en reform, som gik ud på at lade den australske dollar flyde frit fra og med 1983, samt at foretage en afregulering af det finansielle system. Siden 1996 har Howard-regeringen fortsat mikroøkonomiske reformer, inklusive en afregulering af arbejdsmarkedet og en privatisering af statsligt ejede virksomheder, hvilket først og fremmest har kunnet mærkes inden for den australske telekommunikationsbranche. Skattesystemet blev reformeret i juli 2000, og en skat på varer og tjenester på 10% blev indført. Denne skat mindskede kraftigt statens tidligere store afhængighed af indkomstskatter.
Den australske økonomi har ikke lidt af recession siden de tidlige 1990'ere bortset fra en kort periode under Covid-19-pandemien. Arbejdsløsheden var 4,1% i august 2024. Økonomiens tjenestesektor med turisme, uddannelse og finansielle tjenester, udgør 69% af landets BNP, mens landbrug og forskellige naturresurser kun udgør tre respektive fem procent af BNP, men bidrager til en stor del af landets eksport som f.eks. kul og jernmalm. Australiens største eksportmarkeder var i 2023 Kina (32,5%),  Japan (13,4%), Sydkorea (6,5%), Indien (5,2%) og USA (5,0%).

## Demografi
Den australske befolkning er vokset kraftigt siden statens grundlæggelsen. En stor del af stigningen skyldes indvandring. Siden 2007 har nettoindvandringen typisk ligget på 2-300.000 om året. Efter nogle atypiske år med lavere indvandring på grund af Covid-19-pandemien var nettoindvandringen i 2023 på 564.000. Til sammenligning var den naturlige forøgelse af befolkningen 104.000.
Flertallet af australiere nedstammer fra indvandrere, som kom til Australien i 1800- og 1900-tallet, de fleste kom fra Storbritannien og Irland. Efter 2. verdenskrig påbegyndte Australien et ambitiøst indvandringsprojekt, som også omfattede indvandrere fra andre europæiske lande. Efter at White Australia policy blev afskaffet i 1973, er en stor del af indvandrerne kommet fra Asien, og der er taget mange regeringsinitiativer for at fremme et multikulturelt samfund. De fem største grupper blandt de 33% af alle australiere, som er født i udlandet, var i 2021 briter, indere, kinesere, newzealændere og filippinere.
Ved folketællingen i 2021 identificerede 812.726 (3,2%) sig som tilhørende den oprindelige befolkning af aboriginere eller torresstræde-øboere. Dette tal var i 1971 nede på 115.953.. Stigningen afspejler formentligt en bedre dækning af den oprindelige befolkning i folketællingerne men også en ændret indstilling til spørgsmålet. Tidligere var man måske bange for negative konsekvenser, hvis man erklærede sig som tilhørende den oprindelige befolkning, mens man i dag i højere grad gør det med stolthed. Størstedelen bor i New South Wales, men procentuelt (26,3%) er der flest i Northern Territory. Blandt den oprindelige befolkning er andelen af fængslede og arbejdsløse højere, og uddannelsesniveauet og den forventede levetid er lavere end hos andre australiere. Raceulighed og menneskerettigheder er fortsatte politiske emner i Australien.
Som mange andre industrilande oplever Australien en demografisk forskydning mod en ældre befolkning med flere pensionister og en mindre del af befolkningen i arbejde. Et stort antal australiere, 598.765 (2020), bor i udlandet. På grund af disse forhold fører Australien fortsat en aktiv indvandringspolitik for at tiltrække arbejdskraft til landet og for at øge landets fødselstal.

### Sprog
Engelsk er de facto-sproget, men ikke et officielt sprog, og tales med dialekten australsk engelsk. I 2021 var engelsk for 72% af befolkningens vedkommende det eneste sprog, som taltes i hjemmet. Andre sprog var mandarin (2,7%), arabisk (1,4%) og vietnamesisk (1,3%). En væsentlig del af første- og andengenerationsindvandrerne taler mere end ét sprog. 
Det antages, at der fandtes 250 indfødte sprog, da europæerne kom til Australien. I 2021 talte 76.978 indfødte et af 150 forskellige sprog hjemme. Det svarede til, at 9,5% af alle aboriginere eller torresstræde-øboere talte et indfødt sprog. De mest udbredte var yumplatok, et kreolsprog brugt af torresstræde-øboere, og et andet kreolsprog, kriol, brugt i Northern Territory. 

### Religion
Australien har ingen statsreligion. Ved folketællingen i 2021 betegnede 47,1% af alle australiere sig som kristne, hvoraf 20,0% var katolikker og 9,8% anglikanere. Den næststørste religion var islam med 3,2%. 38,4% angav, at de ikke havde nogen religion, hvilket var en stor stigning siden 2016, hvor det var 29,6%. 6,9% svarede ikke på spørgsmålet.

## Uddannelse
Skolebørn begynder deres skolegang, når de er 5-6 år gamle. Australien har en almindelig skolepligt på i alt 11 år, med undtagelse af South Australia og Tasmanien, som har 10 år, efterfulgt af 2 valgfrie år. Dette har ført til en andel af læse- og skrivekyndige på 99%. PISA (Programme for International Student Assessment), koordineret af OECD, har rangeret Australiens uddannelsessystem som det 8. bedste hos de 30 medlemmer i OECD. Staten har bidraget økonomisk til oprettelsen af Australiens 38 universiteter og også flere af de private universiteter, som er blevet etableret, modtager statslig støtte. Der findes også et system af erhvervs- og faguddannelser kaldet TAFE Institutes. Omkring 58 % af australierne i alderen 25 til 64 år har en eller anden form for faglig eller universitetsuddannelse. Andelen af udenlandske studenter på australske universiteter og højere skoler er den højeste af alle OECD-lande.

## Kultur
Helleristninger og hulemalerier, som er mindst 30.000 år gamle, tyder på, at aboriginerne stod for verdens ældste civilisation. Der er i dag kun cirka 380.000 aboriginere og Torresstræde-øboere tilbage, og selv om loven af 1993, Native Title Act, blev vedtaget, kæmper Australiens oprindelige indbyggere i dag for sin identitet og sit levebrød.
Den oprindelige kultur er så godt som død, på grund af indflydelsen fra de europæiske immigranter og britisk styre, kun nogle slangord og -vendinger er blevet overtaget.
Siden 1788 er grundlag af australsk kultur blevet stærkt påvirket af anglo-keltisk vestlige kultur. Særlige kulturelle træk er også opstået fra Australien naturlige miljø og oprindelige kulturer. Siden midten af det 20. århundrede, har amerikansk populærkultur haft stor indflydelse Australien, navnlig gennem tv og film. Andre kulturelle påvirkninger kommer fra asiatiske lande og gennem omfattende indvandring fra ikke-engelsktalende lande.

### Musik
Musikken i Australien er, med undtagelse for urbefolkningen, klassificeret som vestlig. Bands og artister som AC/DC, Architecture in Helsinki, Cut Copy, INXS, Men at Work, John Farnham, Bee Gees, Nick Cave, S.P.K., Midnight Oil, Savage Garden, Wolfmother, 5 Seconds of Summer, Natalie Imbruglia og Kylie Minogue kommer fra Australien.
Australien har også en folkemusikarv med kendte sange som "Waltzing Matilda". Australiens nationalsang er "Advance Australia Fair".

### Sport
Sport og udendørsaktiviteter er populære i Australien, da man har et klima, som gør, at man kan være ude året rundt. Der er flest voksne, som dyrker løb/atletik, cykling, svømning, golf, fodbold, basketball, tennis, surfing, netball og cricket. Australsk fodbold, rugby, cricket og hestesport er populære tilskuersportsgrene.
Fra 1996 til 2019 begyndte Formel 1-sæsonen i Australien, med undtagelse af i 2006 og 2010, da den begyndte i Bahrain. I marts 2025 begynder sæsonen igen i Australien.
Tennisturneringen Australian Open, som er en af de fire Grand Slam turneringer, afvikles hvert år i Melbourne i januar.
Australien er en af fem nationer, som har deltaget ved alle sommer-OL i moderne tid. Landet har to gange været værter: 1956 i Melbourne og 2000 i Sydney. Sommer-OL i 2032 skal afholdes i Brisbane. Australien har også deltaget i alle Commonwealth Games. De var værter i 1938, 1962, 1982, 2006, 2018 og skal være det igen i 2026.

### Verdensarven
En række australske lokaliteter er optaget på UNESCO's Verdensarvsliste:
- Kakadu nationalpark 1981 (1987) (1992)
- Great Barrier Reef 1981
- Willandrasøerne 1981
- Den tasmanske vildmark 1982 (1989)
- Lord Howe-øerne 1982
- Gondwana-regnskoven[90] 1986 (1994)
- Uluru-Kata Tjuta nationalpark 1987 (1994)
- Tropeområderne i Queensland 1988
- Shark Bay i Vestaustralien 1991
- Fraser Island 1992
- De australske fundsteder for fossiler af pattedyr (Riversleigh/ Naracote) 1994
- Heard- og McDonaldøerne 1997
- Macquarieøen 1997
- Blue Mountains-området 2000
- Purnululu nationalpark 2003
- Royal Exhibition Building og Carlton Gardens 2004
- Operahuset i Sydney 2007
- Australske straffesteder 2010
- Ningaloo Coast 2011
- Budj Bims kulturlandskab 2019